# Carlo Ruta
Carlo Ruta (Ragusa, 26 agosto 1953) è uno storico e saggista italiano.

## Biografia
Ha conseguito la laurea in filosofia presso l'Università degli Studi di Messina. Ha conseguito inoltre la laurea magistrale in “Teorie della conoscenza, della morale e della comunicazione“ presso l'Università degli Studi di Urbino.

### Attività letteraria
Dagli anni '80 e fino ai primi anni '90 ha diretto la rivista bibliografica bimestrale Libri meridionali.
Nel 1995 ha pubblicato con la casa editrice Rubbettino un saggio storico, Il binomio Giuliano-Scelba. Un mistero della Repubblica?. Nella seconda parte degli anni '90 con la casa editrice palermitana La Zisa ha pubblicato tra l'altro Cono d'ombra, uscito nel 1997, e Politica e mafia negli Iblei, uscito nel 1998. Con le Edizioni Le Pietre ha pubblicato Segreti di banca. L'Antonveneta dai miracoli del nord-est agli intrighi siciliani, nel 2004, e La banca degli amici, nel 2005. Ancora nel 2005 è uscito Morte a Ragusa, con cui l'autore ha passato al vaglio numerosi documenti sull'uccisione del giornalista Giovanni Spampinato e nel 2008 Segreto di mafia. Il delitto Spampinato e i coni d'ombra di Cosa Nostra.
Nel 2010 ha dato alle stampe, con Mimesis Edizioni di Milano, Guerre solo ingiuste. La legittimazione dei conflitti e l'America dal Vietnam all'Afghanistan. Nel 2011 ha pubblicato con Castelvecchi Editore di Roma Narcoeconomy. Business e mafie che non conoscono crisi. Nel 2013 ha pubblicato ancora con Castelvecchi Editore Colletti criminali. Da storico ha indirizzato il proprio impegno di ricerca sui percorsi dei mondi liquidi, sulla storia delle culture materiali, sulle progressioni tecnico-scientifiche e sulle modalità dell’immaginario dall’età antica alla modernità. Nell’ultimo decennio ha condotto studi sulle culture manuali e le tecniche del mondo fenicio, riletto come civiltà del legno, sul ruolo fondamentale di Cartagine nella strutturazione economica e politica dell’Occidente mediterraneo, sugli sviluppi della razionalità nel mondo greco arcaico e classico, sul legno, “materia debole”, interpretato come sostrato forte e divergente della razionalità. Ha focalizzato inoltre alcuni momenti chiave dell’età di mezzo, con una rilettura della vicenda di Teoderico, Boezio e Cassiodoro, dei saperi del XII secolo, delle aperture e le ambivalenze del XIII secolo, dei modi in cui le rivoluzioni tecnico/scientifiche hanno interagito con le grandi scoperte geografiche della prima modernità. Collabora, con seminari e lezioni, con l'Università di Siena (Corso di studi in Epistemologia generale) e con l'Università degli Studi di Genova (Corso di studi in Storia moderna). Ha svolto attività didattica di docenza seminariale d’indirizzo storiografico presso l'Università degli Studi di Milano, e l’Università degli Studi di Catania, Dipartimento di studi politici e sociali. Ha collaborato con la Scuola di Specializzazione in Archeologia dello stesso ateneo. Tiene lezioni seminariali presso l'Università degli Studi "Suor Orsola Benincasa" di Napoli. Ha tenuto alcune lezioni seminariali presso l’Università degli Studi di Palermo, Dipartimento Culture e Società. Ha tenuto conferenze e seminari in musei italiani, al Consiglio Nazionale delle Ricerche e in numerosi istituti scientifici. Ha fondato e dirige il progetto di studi di Storia dei Mediterranei. È il direttore scientifico degli Annali di storia dei mutamenti globali e direttore scientifico del Laboratorio degli Annali di storia.
Ha diretto la collana editoriale "Biblioteca storica del viaggio in Sicilia" della casa editrice Edi.bi.si. di Messina. Per questa collana ha firmato Viaggiatori in Sicilia nel Settecento. L'immagine dell'isola nel secolo dei lumi (1998).

### Blog d'inchiesta
Per supportare la sua attività di ricerca, nel 2001 ha aperto il blog «www.accadeinsicilia.net». Il sito proponeva investigazioni sulla finanza e la politica, oltre che su realtà criminali e mafie poco conosciute dall'opinione pubblica. Proponeva inoltre un archivio telematico. Una sezione, «Giuliano e lo Stato», raccoglieva oltre un centinaio di documenti dell'immediato dopoguerra, alcuni dei quali sono poi confluiti nel libro Giuliano e lo Stato, pubblicato nel 2005. Questo sito nel dicembre 2004 è stato oscurato d'autorità. Dal febbraio 2005 fino al marzo 2009 è stato sostituito dal blog di documentazione storica e sociale leinchieste.com.
Negli ultimi anni ha scritto sul mensile Narcomafie, su il manifesto, Libera Informazione di Roberto Morrione, Articolo 21, Antimafia 2000, sul portale telematico per la pace Peacelink, su Left Avvenimenti (nelle pagine mensili de L'Isola possibile), Emigrazione Notizie. Ha curato inoltre la rubrica Qui mafia, per il settimanale on-line Domani. È membro della Società Filosofica Italiana, sezione di Urbino.

#### La vicenda giudiziaria dellastampa clandestina
L'8 maggio 2008 è stato condannato a una pena pecuniaria per avere intrapreso la pubblicazione del giornale di informazione civile Accade in Sicilia, diffuso su internet, senza che fosse stata eseguita la registrazione presso la cancelleria del Tribunale competente. Si è trattato del primo caso in Italia e in Europa. La sentenza è stata percepita, in Italia e all'estero, come un attacco dello Stato italiano alla libertà del web, e in particolare alla libera espressione dei blog.
La violazione è quella dell'art. 16 della legge 47 del 1948 che riguarda principalmente i giornali cartacei ma che è stata in questo caso applicata al web e ai blog. Nel maggio 2011 la condanna è stata confermata dalla Corte d'Appello di Catania. Il 10 maggio 2012 Ruta viene assolto in modo definitivo dalla Corte suprema di cassazione. Le motivazioni della sentenza, pubblicate il 16 settembre 2012, spiegano che il reato di stampa clandestina non è applicabile ad un blog su Internet. 

Secondo la Suprema Corte, il blog o «il nuovo prodotto "media" costituente il giornale informatico diffuso in via telematica» non possono essere fatte rientrare nella nozione di stampa data dalla legge del 1948 (non esistendo all'epoca Internet né essendo prevedibile) e nel conseguente obbligo di iscriversi presso un tribunale (art. 5), la cui violazione fa scattare con il reato di stampa clandestina (art. 16).

## Opere
- Il fascismo totalitario e trasformista. Ripensare la dittatura: il potere mussoliniano, il regime plurale, la formazione dello Stato totale, Sapere Libri, Palermo 2024.
- Il precipizio dell'Occidente: dai fuochi di Baghdad alla morte di Gaza, Sapere Libri, Palermo 2023.
- Il pensiero morale dopo Auschwitz e Hiroshima. John Rawls e altri teorici del giusto e del bene nell'autocoscienza del mondo contemporaneo, Sapere Libri, Palermo 2023.
- Homo faber e civiltà. Tecnologie, manualità e conquista del mare tra protostoria e storia, Laboratorio degli Annali di storia, Palermo 2023.
- La lunga età del legno. I paradossi della materia 'debole' e le rotte delle civiltà, EDS, Ragusa 2020.
- Francesco d'Assisi, al-Malik al-Kamil, Federico II di Svevia. Eredità e dialoghi del XIII secolo (con Pino Blasone e Franco Cardini), EDS, 2019
- Cartagine e la nascita dell'Occidente, in autori vari, Roma e Cartagine: due civiltà a confronto, Edizioni di storia e studi sociali, 2019.
- Teoderico. Il re barbaro che immaginò l'Italia, Edizioni di storia e studi sociali, Ragusa 2018.
- L'immagine del mondo nel Mediterraneo antico. I percorsi di una rivoluzione lenta: dalle rotte dei Fenici alle rappresentazioni dei Greci d'Oriente, in Storia dei Mediterranei di AA.VV., Eds, Ragusa 2018.
- Viaggio a Cartagine. Lungo le rotte di una civiltà, tra scoperte, culture materiali e miti (con Francesco Tiboni), Edizioni di storia e studi sociali, 2018.
- Viaggi in Magna Grecia e dintorni in età antica (con D. Castrizio, M. Frasca, C. Lambrugo, C. Malacrino, F. Sudano), Edizioni di storia e studi sociali, 2018.
- Viaggio nell'antica Roma, lungo le vie dei saperi, delle cittadinanze e del sacro (con S. Tusa), Edizioni di storia e studi sociali, 2018.
- Il Mediterraneo al tempo di al-Idrīsī. Relazioni tra Nord e Sud, Oriente e Occidente (con altri autori), Edizioni di storia e studi sociali, Ragusa 2017.
- Viaggio nella Grecia antica da Oriente a Occidente (con S. Tusa), Edizioni di Storia e Studi sociali, 2017.
- Il Mediterraneo oltre il jihad e le crociate. Il tempo lungo delle contaminazioni, EdS, Ragusa 2017.
- In viaggio tra il Mediterraneo e storia (con Sebastiano Tusa), Edizioni di Storia e Studi Sociali, Ragusa 2017.
- Federico II e il suo tempo (con Ferdinando Maurici, Teresa Sardella e Ferdinando Raffaele), EdS, 2016.
- L'utopia del possibile. Conversazione con Achille Occhetto, Ragusa, Edizioni di Storia e Studi Sociali, 2016.
- Storia del viaggio in Sicilia dalla tarda antichità all'età moderna Ragusa, Edizioni di Storia e Studi Sociali, 2016.
- Cristiani e musulmani nella Sicilia Normanna (con Ferdinando Raffaele e Sebastiano Tusa), Modica, Edizioni di Storia e Studi Sociali, 2015.
- Il crepuscolo della Sicilia islamica, Messina, Editoriale Biblioteca Siciliana, Messina 2014
- Pio La Torre legislatore contro la mafia, Edizioni di Storia e Studi Sociali, 2014
- Colletti criminali. L'intreccio perverso tra mafie e finanze (con Jean-François Gayraud), Roma. Castelvecchi Editore, 2014
- L'affare Giuliano. I documenti che rivelano il primo patto tra Stato e mafia nel tempo della Repubblica, EdS, 2014
- Il caso Giudici. Nicolas Giudici: la misteriosa morte del giornalista che indagò i poteri forti di Francia, Alpine Studio, Lecco, 2012
- Narcoeconomy. Business e mafie che non conoscono crisi, Castelvecchi Editore, Roma, 2011
- Guerre solo ingiuste. La legittimazione dei conflitti e l'America dal Vietnam all'Afghanistan, Milano, Mimesis Edizioni, 2010.
- L'unità d'Italia, la Sicilia, la scoperta della mafia, Edi.bi.si, Messina 2010
- Segreto di mafia, Rapporti, Siracusa, 2008
- Morte a Ragusa, Edi.bi.si., 2005
- La banca degli amici, Edizioni Le Pietre, 2005
- Segreti di banca. L'Antonveneta dai miracoli del nord-est agli intrighi siciliani, Edizioni Le Pietre, 2004
- Giuliano e lo Stato, Edi.bi.si., Messina, 2003
- Viaggiatori in Sicilia. L'immagine dell'isola nel secolo dei lumi, Messina, Edi.bi.si., 2001
- Il caso Vittoria,  Edizioni Le Pietre, 2001
- I Mandanti, Edizioni La Zisa, 2000
- I Vittoriesi - La mafia e i complici, Edizioni La Zisa, 1999
- Politica e mafia negli Iblei, Edizioni La Zisa, 1998
- Cono d'ombra. La mafia a Ragusa, Edizioni La Zisa, Palermo, 1997
- Il binomio Giuliano-Scelba Rubbettino Editore, 1995
- Appunti di fine regime, Rubbettino Editore, 1994
- Il processo come tarlo della Repubblica, Era Nuova, Perugia, 1994
- Gulag Sicilia Rubbettino Editore, 1993